# Georg Maximilian Sterzinsky
Georg Maximilian Sterzinsky, nemški duhovnik, škof in kardinal, * 9. februar 1936, Warlack (zdaj Worławki), Vzhodna Prusija (zdaj Poljska), † 30. junij 2011, Berlin.

## Življenjepis
29. junija 1960 je prejel duhovniško posvečenje.
28. maja 1989 je bil imenovan za škofa Berlina; 9. septembra istega leta je prejel škofovsko posvečenje.
28. junija 1991 je bil povzdignjen v kardinala in imenovan za kardinal-diakona S. Giuseppe all'Aurelio.
Ko je bila Škofija Berlin povzdignjena v nadškofijo, je bil tudi Sterzinsky 27. junija 1994 imenovan za nadškofa.